# Shineray
Brilliance Shineray Chongqing Automobile Co., Ltd. (Shenyang Brilliance Jinbei Automobile Co., Ltd. Chongqing Branch) es una empresa de producción automotriz multinacional de origen chino. Es el resultado de un proyecto conjunto entre el Grupo Brilliance Auto y Chongqing Eastern Shineray Holdings Co., siendo también la central de producción de Brilliance Auto en el sur de China.
La compañía tiene una cadena industrial completa que abarca el diseño, la I+D, la fabricación, las ventas y los servicios. Tiene dos familias de productos: SWM, una marca de vehículos de pasajeros que cubre SUV, MPV y vehículos de nueva energía, y Brilliance Jinbei, una marca de vehículos comerciales que cubre SUV, MPV, camionetas, utilitarios y mini trucks. La compañía cuenta con centros de diseño y centros de I+D. en Milán, Italia y Chongqing, China, una base de producción de 300,000 vehículos de pasajeros y 300.000 motores en Fuling, Chongqing y una base de producción de 200.000 vehículos comerciales en Jiulongpo, Chongqing. Actualmente, su red de ventas y servicios cubre más de 1,000 condados y ciudades en china y sus productos se venden en más de 40 países, como Italia, Brasil, Argentina, etc.

## Acerca de Grupo Brilliance Auto
Grupo Brilliance Auto (oficialmente HuaChen Group Auto Holding Co., Ltd.) es un fabricante chino de automóviles con sede en Shenyang, China. Su actividad principal es el diseño, desarrollo, fabricación y venta de vehículos, vendidos bajo la marca Brilliance.
El Grupo Brilliance Auto posee una participación del 42,48% en Brilliance China Automotive Holdings Limited, con sede en las Bermudas, que cotiza en las bolsas de Frankfurt y Hong Kong. Brilliance China Automotive Holdings a su vez posee el 50% de BMW Brilliance, una empresa conjunta con BMW que produce, distribuye y vende automóviles de pasajeros BMW en China. Brilliance China Automotive Holdings también posee el 60,9% de Shenyang Brilliance JinBei Automobile Co., Ltd.
El gran salto de Brilliance se dio en 2003, cuando, gracias a la calidad de sus productos y bajo costo de manufacturación, se convirtieron en una de las empresas mejores cotizadas en China. Ese mismo año, y sin dudarlo, BMW depositó su confianza en Brilliance para crear una alianza estratégica que le cedió el permiso para manufacturar las series 1 y 5, además del modelo X1, de BMW, para facilitar la entrada de la marca alemana al mercado chino. 

## Acerca de SWM
SWM fue fundada Milán, Italia en 1971. Fue muy popular en Europa y América en los años 70 y 80, y se convirtió en un ícono de Made in Italy. En 2014, Brilliance Shineray Chongqing Automobile Co., Ltd. adquirió SWM en su totalidad y al mismo tiempo adquirió la base de producción de Husqvarna en Milán, una antigua marca de motos todoterreno premium de BMW. En el mismo año, el centro de diseño de automóviles de SWM se estableció en Italia.

## Acerca de Brilliance Shineray Jinbei
La planta de fabricación de Brilliance Shineray Jinbei está ubicada en Jiulongpo, China. Cubre una superficie de aproximadamente 700 hectáreas y tiene una capacidad de producción de 200,000 vehículos  al año. Los tipos de vehículos fabricados aquí incluyen furgonetas (X30 y X30L), microbuses de una sola fila, mini trucks (T20 / T22, T30 / T32, T50 / T52) , MPV económicos y SUVs.
Con una gama completa de productos y una alta calidad, Brilliance Shineray Jinbei experimentó un crecimiento continuo entre 2013 y 2016. El volumen de producción y ventas superó los 100.000 vehículos en 2016, ocupando el 4 ° lugar en el sector. 